# Mugron
Mugron är en kommun i departementet Landes i regionen Nouvelle-Aquitaine i sydvästra Frankrike. Kommunen ligger i kantonen Mugron som tillhör arrondissementet Dax. År 2022 hade Mugron 1 336 invånare.

## Befolkningsutveckling
Antalet invånare i kommunen Mugron
Referens:INSEE